# Rosa Borja de Icaza
Rosa Borja Febres-Cordero de Icaza (Guayaquil, 30 de julio de 1889 - Ibidem, 22 de diciembre de 1964) fue una escritora, ensayista, dramaturga, socióloga, poetisa, feminista y activista ecuatoriana originaria de la ciudad de Guayaquil. Hija del quiteño César Borja Lavayen y la guayaquileña Ángela Febres-Cordero Lavayen. César Borja Lavayen fue médico, político y ministro de Hacienda Pública en 1907, además de poeta parnasiano y traductor de versos franceses, autor de obras como Flores Tardías y Joyas Ajenas.
Esta autora guayaquileña sin duda forjó un camino sumamente importante para aquellas mujeres que siguieron sus pasos, además de que consiguió marcar la diferencia entre todas las mujeres de su época. Otro de sus logros fue el de hacer uso del paraninfo de la Universidad de Guayaquil para dar una conferencia, ya que este era un lugar prohibido para las mujeres.

## Biografía

### Orígenes familiares

Escudo de armas del Ducado de Gandía de los Borja o Borgia.

Descendiente directa de Juan de Borja y Enríquez de Luna III Duque de Gandía y Juana de Aragón y Gurrea; el primero, nieto del papa Alejandro VI; la segunda, nieta del rey Fernando II de Aragón; descendiente de los reyes de Navarra y la corona de Aragón.
Los Borja de Ecuador descienden del sexto hijo de san Francisco de Borja, Fernando de Borja y Castro, que murió soltero, aunque tuvo un hijo natural, fruto de su relación con Violante Matheu de Armendia, llamado Juan de Borja y Armendia, que fue legitimado por el rey Felipe III durante las Cortes de Valencia, el 14 de enero de 1604, el mismo que desempeñó varias funciones en el Nuevo Reino de Granada. Habiendo sido presidente, gobernador y capitán general de la Real Audiencia de Santafé de Bogotá..
Su padre fue César Borja Lavayen, nacido el 6 de febrero en Quito y fallecido el 31 de enero de 1910 en Guayaquil, a la edad de 58 años. Su madre, María de Los Ángeles Elisea Antonia Febres Cordero, nacida el 29 de septiembre de 1859, nacida en Guayaquil, bautizada el 11 de octubre de 1859 en su ciudad natal y fallecida el 6 de diciembre de 1922 en la provincia del Guayas. Se casaría con Alberto Icaza, nacido el 8 de diciembre de 1873 en Guayaquil, fallecido el 14 de julio de 1948 en la misma ciudad a la edad de 74 años.
Los abuelos paternos fueron Camilo Borja y Ángela Maclovia Lavayen Muguerza y Gorrichátegui. Sus tíos paternos incluyeron a Angelina Borja, Rosa Elena Borja, Francisco José Borja, Carlos de los Dolores Borja, Francisca de los Dolores Borja y Pablo Mariano Borja. Los abuelos maternos fueron Esteban Febres Cordero y Elisea Lavayen de la Peña, y sus tíos maternos fueron Isabel María Febres Cordero y María de los Dolores Rita Febres Cordero. Sus hermanos fueron César Borja, casado con Piedad Guerrero, Camilo Borja, casado con Francisca Muguerza.

### Infancia y primeros años
Su vida transcurrió en su ciudad natal, donde llevó a cabo una ingente labor en los más diversos campos de la cultura.
Considerada como una mujer de gran inteligencia y profundo entusiasmo. Fue la última de cinco hermanos; dos de los cuales fallecieron antes del nacimiento de Rosa. Durante un viaje a Puná, mientras caminaba por la playa y tras la pregunta del amigo de uno de sus hermanos, expresó: "A donde me llevó el viento", terminando a su vez con una frase que hacía referencia a su madre y a la guía que la misma le otorgó en cuanto a la reflexión de su obediencia como el resultado del convencimiento.
Desde muy pequeña recibió instrucción educativa. La primera institución educativa a la que asistió fue la escuela de educación básica completa "Carmen Sucre", en donde logró desarrollar varias de sus habilidades que aplicaría más tarde a lo largo de toda su vida. Fue su intuición la que le permitió desarrollarse y crecer sin ningún problema en todas sus asignaturas; sin embargo, ya desde temprana edad había empezado a notar la diferencia en el trato que recibían las mujeres en general. A su vez, podría mencionarse que desde muy pequeña, logró desarrollar su interés por marcar una diferencia y por marcar un cambio en cuanto a esta problemática y también por empezar un camino que permita abrir el paso a otras mujeres. 
A los 11 años de edad, fue estudiante de Domingo Brescia; quien le enseñó a tocar el piano. Se enfrentó a la curia y se convirtió en defensora de los derechos de la mujer y varios movimientos sociales de gran importancia; sus creencias y luchas la llevaron a tener confrontaciones con la Iglesia y con la sociedad de aquellos tiempos.

### Trayectoria

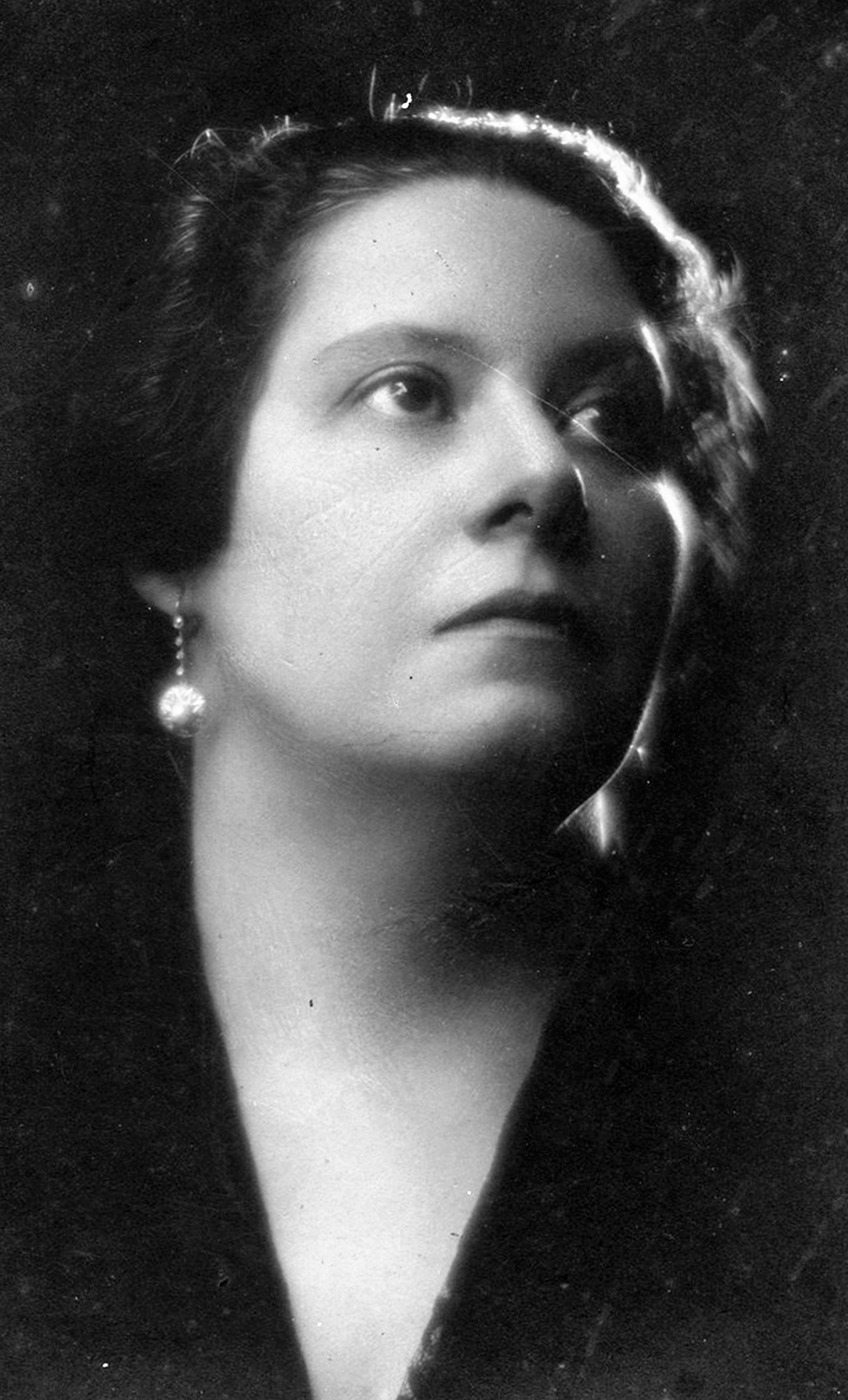
Rosa Borja Febres-Cordero en 1916.

Desde temprana edad desarrolló su pasión tanto por el plano político, como por el plano cultural. Fue directora del "Centro de Estudios Literarios" de la Universidad de Guayaquil; fundadora y directora de la revista “Nuevos Horizontes”; miembro de la Academia Ecuatoriana de la Lengua y del "Instituto Cultural Ecuatoriano"; fundadora del "Círculo de Periodistas" del Guayas y vicepresidenta de la "Sociedad Bolivariana" de Guayaquil. También fue consejera provincial del Guayas.
El año en el que contrajo matrimonio fue en 1916, la ceremonia se realizó en su ciudad natal. El hombre con quién se casó fue Alberto Icaza, con quién estuvo casada muchos años de su vida. Tomó su apellido y a partir de eso se la conoce como Rosa Borja de Icaza y no solamente como Rosa Borja. Su esposo falleció el 14 de julio de 1948. 
Su espíritu caritativo la llevó a vincularse con entidades de beneficencia, como “El Edén del Huérfano”. Por medio de la Legión Femenina de Educación Popular, se enfocó en la administración de distintos comedores escolares en la ciudad de Guayaquil en donde se brindaban desayunos diariamente a los niños de escasos recursos económicos. Brindó varias conferencias en las que trató temas como el voto femenino. Fue vicepresidenta del Comité Bolivariano de Guayaquil y años después fue elegida presidenta del Consejo Nacional Ecuatoriano de la Unión de Mujeres Americanas y del Comité Patriótico de Guayaquil. Inauguró cursos de enseñanza para obreras en distintas escuelas fiscales.
Su mayor mérito social fue el de haber creado la "Legión Femenina de Educación Popular" junto a la política y educadora Amarilis Fuentes y Alberto Whiter Navarro. Fundó además la sección ecuatoriana de la Unión de Mujeres Americanas y fue presidenta de la Unión Interamericana de Mujeres. Fue correspondiente de la Academia Ecuatoriana de la Lengua y de los Centros de Historia de Cartagena de Indias y Santander en Colombia, dirigió el Centro de Estudios Literarios de la Universidad de Guayaquil y la Biblioteca Municipal de esa ciudad. Era defensora de los derechos de la mujer y de los derechos de obreras y empleadas, a quienes adoctrinaba con charlas y discusiones. Desde el año 1929 participó en varias conferencias, posicionándose entre una de las primeras en abordar asuntos relacionados con el trabajo y esfuerzo de la mujer.
Fue además directora del Centro de Estudios Literarios en la ciudad de Guayaquil, miembro de la Academia Ecuatoriana de Literatura y del club de periodistas y escritores ecuatorianos. Desde muy joven mostró pasión e interés por la política, por lo que llegó a ser consejera provincial del Guayas. Asimismo, se destacó en el ámbito internacional, fue una de las primeras feministas en defender los derechos de la mujer fuera del país instaurando movimientos extraterritoriales. Fue correspondiente de la Academia de la Lengua; su actuación como miembro de movimientos literarios en Colombia, Santader. Sin embargo, el cargo de mayor relevancia fue el de Presidenta de la Unión Interamericana de Mujeres.

### Últimos años
Rosa Borja Icaza, falleció en su natal Guayaquil el 22 de diciembre de 1964 a sus 75 años de edad por causas naturales, dejando un legado muy importante para todas las mujeres del Ecuador. Trazó un camino que permitió obtener autorrealización a través de la educación y despertó un sentimiento de amor por la libertad y lucha por la igualdad de derechos.

## Pensamiento feminista

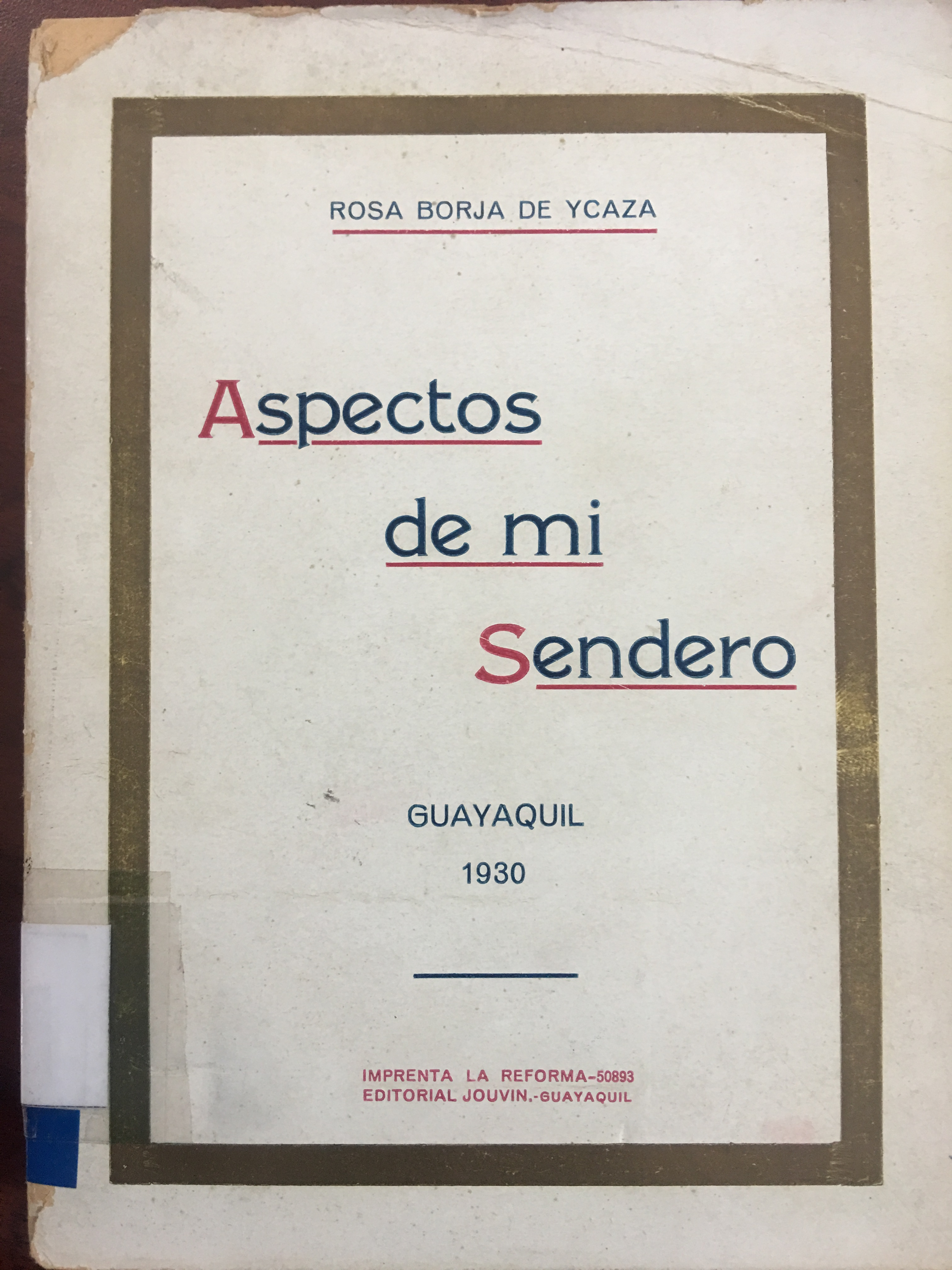
Portada del libro "Aspectos de mi sendero" de la escritora Rosa Borja de Icaza Guayaquil (1930).

En el año 1895, Ecuador vive el inicio de un proceso de cambios políticos, económicos y sociales conocido como la Revolución Liberal, la cual estuvo marcada por dos etapas: una radical (1895-1912) y una moderada (1912-1925). Para 1925, la Revolución Juliana propone la continuación de la modernización del Estado y la mujer ecuatoriana logra obtener mayor acceso a la vida pública, a la educación y al trabajo. El 5 de junio de 1936, celebrando el día del liberalismo ecuatoriano, la señora Rosa Borja de Icaza emite mediante radiodifusión de la estación de “El Telégrafo” en Guayaquil un discurso en homenaje al movimiento liberal con especial referencia al desarrollo del feminismo en Ecuador.
Primero, al reconocer a las civilizaciones humanas como sociedades jerarquizadas donde los hombres altruistas y de ciencia han logrado marcar el progreso del pensamiento y de la acción, Borja de Icaza expresa que esto provocó como consecuencia un problema ético de los pueblos. Según Rosa Borja de Icaza, el hombre necesitaba incuestionablemente de la cooperación social de la mujer para así afrontar aquellos problemas colectivos que se presentaban en ese entonces. Para Borja de Icaza, las mujeres y los niños estaban presentes en varios de los grandes problemas de la humanidad. La mujer, como madre soltera y sujeto de explotación laboral que a su vez debía velar por dar solución a infanticidios, ocupaba el foco central de su programa feminista creado en 1913 en donde se perseguía la justicia, la fraternidad y la paz. El feminismo era considerado por Borja de Icaza como una necesidad social.
En cuanto a la Legión Femenina de Educación Popular, considerada como la organización que enarbolaba firme y conscientemente al feminismo en Ecuador. Rosa Borja de Icaza expresa también su particular deseo de promover el feminismo liberal con el cual las mujeres ecuatorianas se interesan primero en prepararse sobre materia cívica para luego ejercer el voto ciudadano y democrático; un feminismo que es parte del Liberalismo Ecuatoriano con el objetivo de elevar la intelectualidad y el nivel social de las mujeres de este país.

## Resumen de sus obras

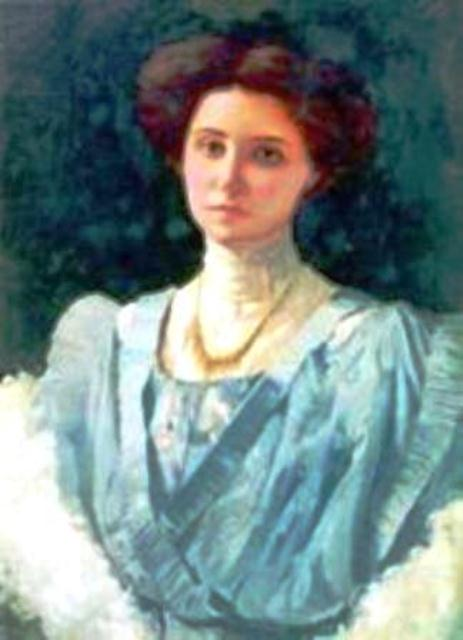
Retrato de Rosa Borja de Icaza

Siendo muy joven, Borja de Icaza publica su primer libro titulado "Aspectos de mi sendero". En 1934 obtuvo su primer reconocimiento, al ser galardonado su poemario "Hacia la vida" con el primer premio de la Exposición del Libro. Más tarde, se publican dos nuevas recopilaciones de sus poemas; "Ritmo espiritual" y "Libertad", así como su autobiografía. También escribió la biografía de su padre y algunos estudios, como "Guayaquil, ojeada histórica de la ciudad, desde los Huancavilcas hasta nuestros días", "El municipio y los problemas sociales de Guayaquil" e "Influencia de la mujer como factor importante en el mejoramiento humano". Su interés por el mundo del teatro le llevó a publicar dos obras: "Las de Judas" y "Nadie sabe lo que vendrá mañana", dejando inédita otra obra que llevaba el título de "El espíritu", así como la novela "María Rosario". Otras obras publicadas son: "Mundo íntimo"; "El espíritu manda"; "Alero de anhelos" y "Hacia otros planos".
Su primera obra "Aspectos de mi sendero" fue dedicada a su padre, en su ofrenda escribió "A tu ilustre y sagrada memoria de padre y de poeta, dedico este querido libro mío que ha florecido en mis horas de angustia y en mis horas de ensueño". Esta obra contiene tres partes, en las cuales reúne una selección de diversos versos (poesía), prosas y conferencias; las mismas que fueron inspiradas con momentos de su vida. En la primera parte se enfoca en versos, entre los cuales están: "Desolación", "Mis hijos", "A mi esposo Ausente", "La Mujer del Trópico", entre otros. Por otro lado en la segunda parte se encuentran cuatro prosas: "Bosquejo", "Visión Lejana", "Los Ciegos" y "Del Azar de la Vida" (Diálogo). Finalmente en su tercera parte se detallan tres conferencias: “Elogio de San Francisco de Asís”, “Influencia de la mujer como factor importante en el mejoramiento humano” y “La Mujer Moderna y la Obrera”.
Sus obras alcanzan casi todos los campos de la literatura. A lo poético corresponden: “El Album de Música”, premiado en la ciudad de Buenos Aires; “Ritmo Espiritual”, “Libertad” y “Mundo Intimo”; a lo dramático: “El Espíritu Manda”, "Las de Judas", "Nadie sabe lo que Vendrá Mañana" y “Hacia la Vida”; a lo filosófico: “Aspectos de mi Sendero”, “Personalidad”, “Alero de Anhelos” y “Hacia otros Planos”; en lo social: La novela “María Rosario” y al estudio “El Municipio y los Problemas Sociales de Guayaquil”. Dejó inédita la novela "María Rosario" y, también la pieza dramática "El Espíritu Manda". Asimismo, fue autora de algunos ensayos sociológicos e históricos.
Su polifacética personalidad le permitió realizar incursiones en el campo de la música, es así que Rosa Borja también escribía canciones y componía música. En 1942, la Asociación de Música de la Cámara de la ciudad de Buenos Aires le concedió un primer premio por algunas de las composiciones del álbum musical con el que había concursado. En 1959, publicó su obra "Mi mundo íntimo", con ilustraciones de Jorge Swett, en el cual la autora relata un poco sobre su vida desde sus primeros años hasta el destierro de su padre, el cual marcó su vida.

## Listado de su sobras

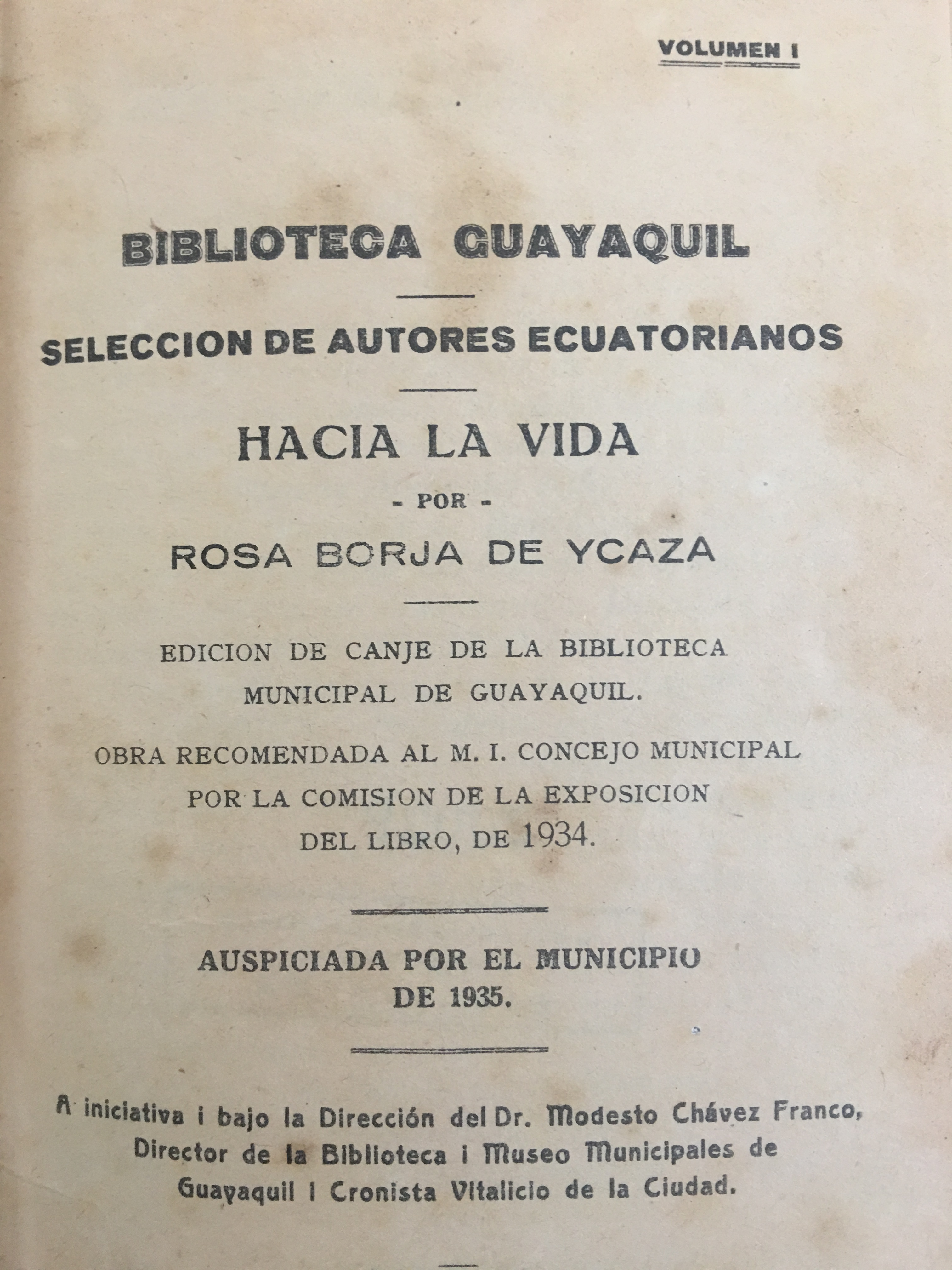
Portada del libro "Hacia la vida" de la escritora ecuatoriana Rosa Borja de Icaza en 1934.

### Poesía
- Hacia la vida (1934), 184 pp.
- Ritmo espiritual (1954), 142 pp.
- Libertad, dedicado a Bolívar (1960), 49 pp

### Teatro
- El azar de la vida, diálogo (1927)
- Las de Judas, comedia costumbrista (1932). 112 pp.
- Nadie sabe lo que vendrá mañana, comedia en prosa (1938), 74 pp.
- Teatro (1962), 179 pp.

### Ensayos
- Los derechos humanos de la mujer (1923)
- La mujer moderna y la obrera (1929)
- Influencia de la mujer como factor importante en el mejoramiento humano (1929), 54 pp.
- Aspectos de mi sendero, (1930), 144 pp.
- Personalidad (1930)
- El municipio y los problemas sociales de Guayaquil (1952)
- Guayaquil, ojeada histórica de la ciudad

- Alero de anhelos
- Hacia otros planos
- Impresiones, inédito

### Novela
- Mi mundo íntimo, autobiografía novelada (1959)
- María Rosario, inédito

### Música
- Album de Música (1942), Premio asociación de Música de Cámara de Buenos Aires

### Discursos
- Discurso enviado al Apoteosis Nacional en homenaje al Dr. Honorato Vásquez (1931)
- Discurso pronunciado al pie de la estatua del Libertador (1931)
- Disertación sobre el feminismo en la radio "El Telégrafo" (1935)
- Discurso sobre el arte como función social (1935)

## Reconocimientos
El primer libro publicado por Rosa Borja de Icaza fue “Aspectos de mi Sendero” (1930). En el año de 1934 obtuvo un reconocimiento, el primer premio de la Exposición del Libro gracias a su poema “Hacia la vida”. Así mismo, años más tarde fueron publicados sus poemas titulados “Ritmo espiritual" (1954) y "Libertad" (1960). Es importante considerar que Borja de Icaza no sólo escribió su autobiografía sino que también la de su padre y de varios estudios, uno de ellos es “Guayaquil, ojeada histórica de la ciudad de los Huancavilcas hasta nuestros días”. Por otra parte, su capacidad de realizar diversas actividades le permitió incursionar también en el área de la música.

## Ascendencia
|  |

|  |                                                         |  |  |  |  |  |  |  |  |  |  |  |  |  |  |  |
|  | 16. Juan de Borja y Cattanei                            |  |  |  |  |  |  |  |  |  |  |  |  |  |  |  |
|  |                                                         |  |  |  |  |  |  |  |  |  |  |  |  |  |  |  |
|  |                                                         |  |  |  |  |  |  |  |  |  |  |  |  |  |  |  |
|  | 8. Juan de Borja y Enríquez de Luna                     |  |  |  |  |  |  |  |  |  |  |  |  |  |  |  |
|  |                                                         |  |  |  |  |  |  |  |  |  |  |  |  |  |  |  |
|  |                                                         |  |  |  |  |  |  |  |  |  |  |  |  |  |  |  |
|  | 17. María Enríquez de Luna                              |  |  |  |  |  |  |  |  |  |  |  |  |  |  |  |
|  |                                                         |  |  |  |  |  |  |  |  |  |  |  |  |  |  |  |
|  |                                                         |  |  |  |  |  |  |  |  |  |  |  |  |  |  |  |
|  | 4. Camilo Borja                                         |  |  |  |  |  |  |  |  |  |  |  |  |  |  |  |
|  |                                                         |  |  |  |  |  |  |  |  |  |  |  |  |  |  |  |
|  |                                                         |  |  |  |  |  |  |  |  |  |  |  |  |  |  |  |
|  | 18. Alonso de Aragón                                    |  |  |  |  |  |  |  |  |  |  |  |  |  |  |  |
|  |                                                         |  |  |  |  |  |  |  |  |  |  |  |  |  |  |  |
|  |                                                         |  |  |  |  |  |  |  |  |  |  |  |  |  |  |  |
|  | 9. Juana de Aragón y Gurrea                             |  |  |  |  |  |  |  |  |  |  |  |  |  |  |  |
|  |                                                         |  |  |  |  |  |  |  |  |  |  |  |  |  |  |  |
|  |                                                         |  |  |  |  |  |  |  |  |  |  |  |  |  |  |  |
|  | 19. Ana de Gurrea y Gurrea                              |  |  |  |  |  |  |  |  |  |  |  |  |  |  |  |
|  |                                                         |  |  |  |  |  |  |  |  |  |  |  |  |  |  |  |
|  |                                                         |  |  |  |  |  |  |  |  |  |  |  |  |  |  |  |
|  | 2. César Borja Lavayen                                  |  |  |  |  |  |  |  |  |  |  |  |  |  |  |  |
|  |                                                         |  |  |  |  |  |  |  |  |  |  |  |  |  |  |  |
|  |                                                         |  |  |  |  |  |  |  |  |  |  |  |  |  |  |  |
|  | 20. Pedro Lavayen y Rodríguez Plaza                     |  |  |  |  |  |  |  |  |  |  |  |  |  |  |  |
|  |                                                         |  |  |  |  |  |  |  |  |  |  |  |  |  |  |  |
|  |                                                         |  |  |  |  |  |  |  |  |  |  |  |  |  |  |  |
|  | 10. Francisco de Paula Lavayen                          |  |  |  |  |  |  |  |  |  |  |  |  |  |  |  |
|  |                                                         |  |  |  |  |  |  |  |  |  |  |  |  |  |  |  |
|  |                                                         |  |  |  |  |  |  |  |  |  |  |  |  |  |  |  |
|  | 21. María Magdalena Muguerza                            |  |  |  |  |  |  |  |  |  |  |  |  |  |  |  |
|  |                                                         |  |  |  |  |  |  |  |  |  |  |  |  |  |  |  |
|  |                                                         |  |  |  |  |  |  |  |  |  |  |  |  |  |  |  |
|  | 5. Ángela Maclovia Lavayen                              |  |  |  |  |  |  |  |  |  |  |  |  |  |  |  |
|  |                                                         |  |  |  |  |  |  |  |  |  |  |  |  |  |  |  |
|  |                                                         |  |  |  |  |  |  |  |  |  |  |  |  |  |  |  |
|  | 22. José Ignacio Gorrichategui                          |  |  |  |  |  |  |  |  |  |  |  |  |  |  |  |
|  |                                                         |  |  |  |  |  |  |  |  |  |  |  |  |  |  |  |
|  |                                                         |  |  |  |  |  |  |  |  |  |  |  |  |  |  |  |
|  | 11. Maria Francisca De Los Dolores Josefa Gorrichategui |  |  |  |  |  |  |  |  |  |  |  |  |  |  |  |
|  |                                                         |  |  |  |  |  |  |  |  |  |  |  |  |  |  |  |
|  |                                                         |  |  |  |  |  |  |  |  |  |  |  |  |  |  |  |
|  | 23. Francisca Ángela Bernal                             |  |  |  |  |  |  |  |  |  |  |  |  |  |  |  |
|  |                                                         |  |  |  |  |  |  |  |  |  |  |  |  |  |  |  |
|  |                                                         |  |  |  |  |  |  |  |  |  |  |  |  |  |  |  |
|  | 1. Rosa Borja de Icaza                                  |  |  |  |  |  |  |  |  |  |  |  |  |  |  |  |
|  |                                                         |  |  |  |  |  |  |  |  |  |  |  |  |  |  |  |
|  |                                                         |  |  |  |  |  |  |  |  |  |  |  |  |  |  |  |
|  | 24. Antonio Febres Cordero                              |  |  |  |  |  |  |  |  |  |  |  |  |  |  |  |
|  |                                                         |  |  |  |  |  |  |  |  |  |  |  |  |  |  |  |
|  |                                                         |  |  |  |  |  |  |  |  |  |  |  |  |  |  |  |
|  | 12. Joaquín Febres Cordero                              |  |  |  |  |  |  |  |  |  |  |  |  |  |  |  |
|  |                                                         |  |  |  |  |  |  |  |  |  |  |  |  |  |  |  |
|  |                                                         |  |  |  |  |  |  |  |  |  |  |  |  |  |  |  |
|  | 25. María Bernarda Padrón                               |  |  |  |  |  |  |  |  |  |  |  |  |  |  |  |
|  |                                                         |  |  |  |  |  |  |  |  |  |  |  |  |  |  |  |
|  |                                                         |  |  |  |  |  |  |  |  |  |  |  |  |  |  |  |
|  | 6. Esteban Febres Cordero                               |  |  |  |  |  |  |  |  |  |  |  |  |  |  |  |
|  |                                                         |  |  |  |  |  |  |  |  |  |  |  |  |  |  |  |
|  |                                                         |  |  |  |  |  |  |  |  |  |  |  |  |  |  |  |
|  | 26. Esteban Febres Cordero y Oberto                     |  |  |  |  |  |  |  |  |  |  |  |  |  |  |  |
|  |                                                         |  |  |  |  |  |  |  |  |  |  |  |  |  |  |  |
|  |                                                         |  |  |  |  |  |  |  |  |  |  |  |  |  |  |  |
|  | 13. Elisea del Carmen de Febres Cordero y Lavayen       |  |  |  |  |  |  |  |  |  |  |  |  |  |  |  |
|  |                                                         |  |  |  |  |  |  |  |  |  |  |  |  |  |  |  |
|  |                                                         |  |  |  |  |  |  |  |  |  |  |  |  |  |  |  |
|  | 27. Elisea de Lavayen y de la Peña                      |  |  |  |  |  |  |  |  |  |  |  |  |  |  |  |
|  |                                                         |  |  |  |  |  |  |  |  |  |  |  |  |  |  |  |
|  |                                                         |  |  |  |  |  |  |  |  |  |  |  |  |  |  |  |
|  | 3. Maria De Los Angeles Elisea Antonia Febres Cordero   |  |  |  |  |  |  |  |  |  |  |  |  |  |  |  |
|  |                                                         |  |  |  |  |  |  |  |  |  |  |  |  |  |  |  |
|  |                                                         |  |  |  |  |  |  |  |  |  |  |  |  |  |  |  |
|  | 28. Pedro Lavayen y Rodríguez Plaza                     |  |  |  |  |  |  |  |  |  |  |  |  |  |  |  |
|  |                                                         |  |  |  |  |  |  |  |  |  |  |  |  |  |  |  |
|  |                                                         |  |  |  |  |  |  |  |  |  |  |  |  |  |  |  |
|  | 14. Agustín Timoteo Lavayen                             |  |  |  |  |  |  |  |  |  |  |  |  |  |  |  |
|  |                                                         |  |  |  |  |  |  |  |  |  |  |  |  |  |  |  |
|  |                                                         |  |  |  |  |  |  |  |  |  |  |  |  |  |  |  |
|  | 29. María Magdalena Muguerza                            |  |  |  |  |  |  |  |  |  |  |  |  |  |  |  |
|  |                                                         |  |  |  |  |  |  |  |  |  |  |  |  |  |  |  |
|  |                                                         |  |  |  |  |  |  |  |  |  |  |  |  |  |  |  |
|  | 7. Elisea Lavayen de la Peña                            |  |  |  |  |  |  |  |  |  |  |  |  |  |  |  |
|  |                                                         |  |  |  |  |  |  |  |  |  |  |  |  |  |  |  |
|  |                                                         |  |  |  |  |  |  |  |  |  |  |  |  |  |  |  |
|  | 15. Ángela de la Peña                                   |  |  |  |  |  |  |  |  |  |  |  |  |  |  |  |
|  |                                                         |  |  |  |  |  |  |  |  |  |  |  |  |  |  |  |
|  |                                                         |  |  |  |  |  |  |  |  |  |  |  |  |  |  |  |